# Malena Ernman
Sara Magdalena Ernman (Uppsala, 1970. november 4. –) svéd opera-énekesnő (mezzoszoprán).
Svédország egyik legismertebb operaénekese, aki rövid idő alatt világhírnévre tett szert. 2009-ben a svéd Melodifestivalen-en aratott győzelmével a könnyűzenében is sikert ért el. Ez a győzelem egyben azt is jelentette, hogy ő indult 2009-es Eurovíziós Dalfesztiválon Svédország képviseletében a La Voix című számmal, amit ő maga írt, Fredrik Kempével közösen. A 2009. május 12-én rendezett elődöntőből a negyedik helyen jutott tovább, a május 16-i döntőben azonban csak a huszonegyedik helyen végzett.
Versenydalának magyar nyelvű feldolgozása 2010-ben Vásáry André második stúdióalbumán jelent meg.
Lánya Greta Thunberg aktivista.

## Fordítás
- Ez a szócikk részben vagy egészben az Malena Ernman című svéd Wikipédia-szócikk fordításán alapul.  Az eredeti cikk szerkesztőit annak laptörténete sorolja fel. Ez a jelzés csupán a megfogalmazás eredetét és a szerzői jogokat jelzi, nem szolgál a cikkben szereplő információk forrásmegjelöléseként.